# Jack Bobridge
Jack Bobridge (født 13. juli 1989 i Adelaide) er en australsk tidligere cykelrytter. I 2009 blev han U/23-verdensmester i enkeltstart og kørte som professionel fra 2010 til 2016. Han kørte blandt andet for Garmin-Transitions og Belkin Pro Cycling. Han fik sine bedste resultater på bane, hvor han vandt flere verdensmesterskaber, men han kørte også landevejsløb.
2. februar 2011 satte han ny verdensrekord i 4000 m individuel forfølgelse på bane med 4:11,114 efter at Chris Boardman havde haft rekorden i 15 år.

## Meritter

### OL
Jack Bobridge deltog i tre olympiske lege, alle gange i holdforfølgelsesløb på det australske hold. Første gang var ved OL 2008 i Beijing, hvor australierne indledte med at blive nummer tre i kvalifikationsrunden, men tabte kampen om bronzemedaljerne til New Zealand.
Ved OL 2012 i London opnåede australierne, der stillede med Glenn O'Shea, Rohan Dennis og Michael Hepburn samt Bobridge, næstbedste tid i kvalifikationen og vandt derpå deres førsterundematch mod New Zealand i en tid, der var god nok til at sende dem i finale mod Storbritannien. Briterne havde forbedret verdensrekorden i kvalifikationsrunden, og da de gentog dette i finalen, måtte australierne nøjes med sølvmedaljerne.
OL 2016 i Rio de Janeiro blev Bobridges sidste, og det australske hold, der ud over Bobridge bestod af Alex Edmondson, Michael Hepburn, Callum Scotson og Sam Welsford, kørte i tredjebedste tid i kvalifikationsrunden. Første runde mod Danmark blev noget af en gyser, idet de to hold skiftedes til at have føringen næsten hele vejen, inden australierne vandt med 0,113 sekund og kom i finalen. Her mødte de endnu engang briterne, der havde sat verdensrekord i deres førsterundeheat, og i finalen skar de endnu lidt af rekorden, så australierne måtte igen tage til takke med sølvmedaljerne.

### Øvrige resultater
2006
Verdensmester i holdforfølgelse for junior
2007
Verdensmester i holdforfølgelse for junior
Australsk mester i holdforfølgelse
Australsk mester i madison
2009
Verdensmester i enkeltstart – U23
Australsk mester i individuel forfølgelse
Australsk mester i enkeltstart – U23
Australsk mester på landevej – U23
2010
Australsk mester i individuel forfølgelse
Verdensmester i holdforfølgelse
Etapesejr i Eneco Tour
2011
Australsk mester på landevej
Verdensmester i holdforfølgelse
Verdensmester i individuel forfølgelse